# 827
827 (DCCCXXVII) var ett normalår som började en tisdag i den julianska kalendern.

## Händelser

### September
- 1 september – Sedan Eugenius II har avlidit den 27 augusti väljs Valentinus till påve, men han avlider själv efter endast en månad på påvestolen.

### December
- 20 december – Sedan Valentinus har avlidit den 6 oktober väljs Gregorius IV till påve.

### Okänt datum
- Araberna anländer för första gången till Sicilien.

## Födda
- Ali an-Naqi, shiaimam.

## Avlidna
- 27 augusti – Eugenius II, påve sedan 824.
- 6 oktober – Valentinus, påve sedan 27 augusti detta år.